# Bolongongo
Bolongongo ist ein Landkreis im Norden Angolas.

## Verwaltung
Bolongongo ist Sitz eines gleichnamigen Kreises (Município) der Provinz Cuanza Norte. Das Kreisgebiet umfasst 1016 km² mit 10.820 Einwohnern (Schätzungen 2011). Die Volkszählung 2014 soll fortan gesicherte Bevölkerungsdaten liefern.
Drei Gemeinden (Comunas) bilden den Kreis Bolongongo:
- Bolongongo
- Kiquiemba
- Terreiro